# Sungai Besar (Kuantan Mudik)
Sungai Besar is een bestuurslaag in het regentschap Kuantan Singingi van de provincie Riau, Indonesië. Sungai Besar telt 3304 inwoners (volkstelling 2010).